# Avenida Raúl Leoni
La Avenida Raúl Leoni es una avenida de la ciudad de Barcelona, Estado Anzoátegui, Venezuela. 
Conecta con la Vía Alterna en el sector Los Montones, y con la avenida Cajigal en la plaza San Felipe. Conecta con las Calles E y F de la Zona Industrial, también con las calles El Templo y la Línea del barrio Guamachito. En su recorrido pasa por la planta de la Coca-Cola FEMSA, el Monumento Piedra de León, el Cuerpo de Bomberos de Barcelona, el distribuidor Noel Rodríguez, el paseo Río Neverí y finaliza en el cruce con la Avenida Juan de Urpín 
Fue Inaugurada en 1940 como la Carretera hacia Ojo de Agua, un antiguo caserío, y por este sector se accedía hacia ciudades como Anaco y Maturín. En la actualidad en su borde se encuentran industrias, la Planta Potabilizadora José Antonio Anzoátegui, la antigua vía férrea Naricual - Guanta y barrios no planificados como Mayorquín III.